# Léo Pereira
Leonardo "Léo" Pereira (Curitiba, Estado de Paraná, 31 de enero de 1996) es un futbolista brasileño. Juega como defensa central y su actual club es el Flamengo del Brasileirão.

## Trayectoria

### Athletico Paranaense
Llegó al Atlético Paranaense en 2010, donde desarrolló su carrera juvenil. Hizo su debut profesional el 10 de marzo, en la victoria del Atlético Sub-23 por 2-1 ante el Rio Branco-PR, en partido válido por el Campeonato Paranaense.

### Guaratinguetá
El 27 de julio de 2015, sin mucho espacio en el club paranaense, Leo Pereira fue cedido al Guaratinguetá.

### Náutico
El 26 de mayo de 2016, Leo fue cedido al Náutico.

### Orlando City
El 16 de marzo de 2017, el jugador firmó un contrato de préstamo con el club Orlando City B, jugando en la USL.
Tras comenzar la temporada con el Orlando City B, fue convocado al primer equipo a mediados de abril y debutó en la MLS contra el San Jose Earthquakes el 17 de mayo de 2017. Jugó 10 partidos para la MLS.

### Regreso al Athletico Paranaense
El 19 de diciembre de 2017 regresó al Atlético Paranaense.

### Flamengo
El 28 de enero de 2020, fue anunciado por Flamengo hasta diciembre de 2024. Los valores de Léo Pereira rondan los 7 millones de euros. Hizo su debut el 8 de febrero, en la victoria de Flamengo por 2-0 sobre Madureira en el Campeonato Carioca.
Su primer gol con el equipo Rojinegro fue el 2 de octubre de 2020, siendo el primero en la victoria de remontada por 2-1 sobre Vasco da Gama.

## Selección nacional
Fue convocado para jugar el Sudamericano Sub-17 de 2013, su selección quedó tercera lo que le permitió clasificar al Mundial Sub-17 del mismo año, fue parte del plantel mundialista pero Brasil quedó eliminado en cuartos de final por penales ante México.
Fue convocado para defender la selección de Brasil en el Campeonato Sudamericano Sub-20 del 2015 que se realizó en Uruguay. Jugó 5 encuentros, anotó 1 gol y clasificaron al Mundial de la categoría.
Nuevamente fue seleccionado para ser parte del plantel de Brasil y viajar a Nueva Zelanda para disputar la Copa Mundial Sub-20. Llegaron a la final, contra Serbia, pero fueron derrotados en la prórroga.

### Participaciones en juveniles
| Competición                 | Sede          | Resultado        | Partidos | Goles |
| --------------------------- | ------------- | ---------------- | -------- | ----- |
| Sudamericano Sub-17 de 2013 | Argentina     | Tercer puesto    | 2        | 0     |
| Copa Mundial Sub-17 de 2013 | EAU           | Cuartos de final | 2        | 0     |
| Sudamericano Sub-20 de 2015 | Uruguay       | Fase final       | 5        | 1     |
| Copa Mundial Sub-20 de 2015 | Nueva Zelanda | Subcampeón       | 3        | 1     |

## Estadísticas
Actualizado al 7 de octubre de 2016.
| Atlético Paranaense · Brasil                                   | 1ª            | 2013          | 0  | 0 | 2  | 0 | 0 | 0 | - | - | 2  | 0 |
| Atlético Paranaense · Brasil                                   | 1ª            | 2014          | 14 | 0 | 7  | 0 | 1 | 0 | 0 | 0 | 22 | 0 |
| Atlético Paranaense · Brasil                                   | 1ª            | 2015          | 0  | 0 | 2  | 0 | 1 | 0 | - | - | 3  | 0 |
| Atlético Paranaense · Brasil                                   | 1ª            | 2016          | 0  | 0 | 0  | 0 | 0 | 0 | - | - | 0  | 0 |
| Atlético Paranaense · Brasil                                   | Total club    | Total club    | 14 | 0 | 11 | 0 | 2 | 0 | 0 | 0 | 27 | 0 |
| Guaratinguetá · Brasil                                         | 3ª            | 2015          | 8  | 2 | -  | - | - | - | - | - | 8  | 2 |
| Guaratinguetá · Brasil                                         | Total club    | Total club    | 8  | 2 | 0  | 0 | 0 | 0 | 0 | 0 | 8  | 2 |
| Náutico · Brasil                                               | 2ª            | 2016          | 5  | 0 | -  | - | - | - | - | - | 5  | 0 |
| Náutico · Brasil                                               | Total club    | Total club    | 5  | 0 | 0  | 0 | 0 | 0 | 0 | 0 | 5  | 0 |
| Total carrera                                                  | Total carrera | Total carrera | 27 | 2 | 11 | 0 | 2 | 0 | 0 | 0 | 40 | 2 |
| (1)Incluidos los datos de la Copa de Brasil (2014, 2015, 2016) |               |               |    |   |    |   |   |   |   |   |    |   |

## Palmarés

### Campeonatos regionales
| Título                | Club                 | Estado         | Año  |
| --------------------- | -------------------- | -------------- | ---- |
| Campeonato Paranaense | Athletico Paranaense | Paraná         | 2018 |
| Campeonato Paranaense | Athletico Paranaense | Paraná         | 2019 |
| Campeonato Paranaense | Athletico Paranaense | Paraná         | 2020 |
| Campeonato Carioca    | C. R. Flamengo       | Río de Janeiro | 2020 |
| Campeonato Carioca    | C. R. Flamengo       | Río de Janeiro | 2021 |
| Campeonato Carioca    | C. R. Flamengo       | Río de Janeiro | 2024 |

### Campeonatos nacionales
| Título              | Club                 | País   | Año  |
| ------------------- | -------------------- | ------ | ---- |
| Copa de Brasil      | Athletico Paranaense | Brasil | 2019 |
| Supercopa de Brasil | C. R. Flamengo       | Brasil | 2020 |
| Serie A             | C. R. Flamengo       | Brasil | 2020 |
| Supercopa de Brasil | C. R. Flamengo       | Brasil | 2021 |
| Copa de Brasil      | C. R. Flamengo       | Brasil | 2022 |
| Copa de Brasil      | C. R. Flamengo       | Brasil | 2024 |

### Campeonatos internacionales
| Título              | Club                 | Sede           | Año  |
| ------------------- | -------------------- | -------------- | ---- |
| Copa Sudamericana   | Athletico Paranaense | Curitiba       | 2018 |
| Recopa Sudamericana | C. R. Flamengo       | Rio de Janeiro | 2020 |
| Copa Libertadores   | C. R. Flamengo       | Guayaquil      | 2022 |